# Оповідач
Оповідач — Той, хто оповідає що-небудь, розповідає про щось, також особа в оповідному художньому творі, від імені якої письменник веде розповідь про людей і події.
Автор може не називати оповідача, але завжди наділяє його рисами характеру, що проявляються у манері говорити, у ставленні до людей і подій, про яких йдеться у творі.

### Типологія нараторів
Проблеми форматування наративу засвідчені численними літературознавчими дослідженнями Ц.Тодорова, В.Шміда, Ж.Женетта, М.Ткачука, Р.Гром’яка, І.Папуші та інших. 

#### Три типи наратора за функціональною ознакою
1) гомодієгетичний наратор (грец. homos – рівний, однаковий) – оповідач, що функціонує в тексті, є учасником подій, про які йдеться (оповідач у новелі «Три зозулі з поклоном» Григора Тютюнника); розповідь здебільшого відбувається від першої особи;
2) гетеродієгетичний наратор (грец. heteros–інший) – оповідач, що перебуває в художньому світі, але поза дією; сторонній спостерігач (обсерватор); розповідь – від першої особи (кіноповість «Зачарована Десна» О. Довженка);
3) екстрадієгетичний наратор – власне автор, який веде за собою читача, коментує події, висловлює свої роздуми; розповідає від третьої особи, оскільки він перебуває поза художнім світом (роман «Залишенець» В. Шкляра). 
Наратор «народжується і здійснює себе у слові» (М. Гайдеґґер), але не зливається повністю з автором. Його функція насамперед полягає в організації оповіді (викладу)»

#### Типологія Ж. Женетта
Класифікаційну модель для вирізнення наративних типів представляє чотиричленна типологія Ж. Женетта: гетеродієгетичний наратор в екстрадієгетичній ситуації – розповідає історію, де він не виконує функції персонажа; гетеродієгетичний наратор в інтрадієгетичній ситуації – оповідач другого ступеня, котрий розповідає історії, в яких він, як правило, відсутній („текст у тексті»); гомодієгетичний наратор в екстрадієгетичній ситуації – розказує власну історію, в якій він фігурує як персонаж; гомодієгетичний наратор в інтрадієгетичній ситуації – оповідач другого ступеня, що розповідає власну історію.

##### Авторська розповідь першого рівня (гетеродієгетичний наратор в екстрадієгетичній ситуації)
Гетеродієгетичний наратор позиціонується у тексті літературного твору як оповідна інстанція поза межами викладеної історії з одночасним оприявненням себе як джерела інформації, оцінного ставлення, тенденційності викладу, окреслення емоційності твору тощо. Тобто йдеться про наратора, який перебуває поза межами викладеної історії як її учасник, однак присутній в розповіді про неї, будучи співрозмовником чи спостерігачем, граматично виявляється як виклад від першої особи. Названий тип наратора переважно ототожнюється із експліцитним автором твору. За визначенням, експліцитний автор – «фігура в тексті», розповідач, який належить світові художнього вимислу і веде розповідь від своєї особи, тобто «фіктивний автор» цілого твору чи його частини і є персонажем цього світу. Гетеродієгетичний наратор в екстрадієгетичній ситуації переважно підкреслює деяку обмеженість власного знання про описувану історію, часто мотивує це обмеження важливими для нього чинниками (найчастіше – фізичною відсутністю між окремими епізодами).

##### Авторська розповідь другого рівня (гетеродієгетичний наратор у інтрадієгетичній ситуації)
Поняття гетеродієгетичного наратора в інтрадієгетичній ситуації виводимо із комплексу семантики: «гетеро-» – від грец. ετερος – інший та «інтра-» від лат. intro – всередину і називаємо ним такого наратора, який репрезентує історію, де він відсутній у будь-якій формі, а граматично виявляється як виклад від третьої особи [33]. Саме «винесення» наратора за межі дієгетичного простору сприяє моделюванню співвідношення самостійності рефлексій тексту із принципово важливими його змістовими чи формальними елементами. Позиція «поза дієгезисом» важлива у структурі викладу також і тим, що читач не потребує синхронізації переконань чи думок розповідача з думками чи настроєм самих персонажів, тому ставлення в процесі читання може довільно змінюватися і набувати самодостатності. Категорія гетеродієгетичного наратора в екстрадієгетичній ситуації є моделлю імпліцитного зображення наратора, тобто зображення, цілісність якого досягається поєднанням ряду текстових вказівників. 

##### Персонажна розповідь першого рівня (гомодієгетичний наратор в екстрадієгетичній ситуації)
Сконцентрованість змісту творів малої форми, зосередження індивідуалізації наративної історії через незначну кількість персонажів дають можливість типологізувати один із варіантів авторської наративної стратегії – втілення у розповідному тексті функції гомодієгетичного наратора, який форматує екстрадієгетичну ситуацію. Ідеться про наратора, який розповідає історію, де сам виявляється двояко: і як персонаж, і як викладова субстанція, що прагне до максимального відсторонення від безпосередньої подієвості задля створення враження цілковитої об’єктивності розповіді «про себе» [33]. Присутність наратора-персонажа якраз і спроможна диференціювати узвичаєне, нормативне у фікційному часопросторі художнього твору та погляд «стороннього зацікавленого» у перипетіях розгортання сюжету. В єдиному розповідному малюнку синтезуються і взаємопереплітаються як фактичні події, так і їх рецепція та інтерпретація. Адже учасник сприймає «зсередини» контекст наративної історії, далі для нього самозрозумілим є згромадження подій та їх осмислення. Гомодієгетичний наратор забезпечує фікційному світові збереження суб’єкта дії, внутрішній контраст змін, що відбуваються з цим суб’єктом, а також хронологічний порядок розгортання нарації. Окреслення фізичної присутності викладового центру в художньому часопросторі проектує рецептивну ілюзію цілковитої реальності наративної історії, додає окремим подіям конкретики і переконливості.

##### Персонажна розповідь другого рівня (гомодієгетичний наратор в інтрадієгетичній ситуації)
Яскраво індивідуалізований тип гомодієгетичного наратора в інтрадієгетичній ситуації: «гомо-» – від грец. ομος – рівний, однаковий; «інтра-» від лат. intro – всередину. Такий наратор упізнається за ототожненим виявом своєї приватної історії з максимальною самопрезентацією та індивідуалізованим утіленням певної емоційності. Введення вторинного наратора у матерію тексту може відбуватися одночасно з презентацією первинного наратора різним обсягом художнього часопростору або з формальним окресленням його відсутності [33]. На відміну від гомодієгетичного наратора, що кореспондує екстрадієгезис, тут відбувається активніше дистанціювання наратора, який розповідає, від автора, який пережив певну ситуацію. Читач стає не стільки співавтором наративного дискурсу, скільки спостерігачем внутрішньої трансформації джерела викладу. 

#### Типологія В. Шміда
За визначенням В. Шміда, наратор – адресант фіктивної наративної комунікації. Поняття є досить поширеним, його ототожнюють з розповідачем чи оповідачем. Наратор констатується в тексті і сприймається читачем не як абстрактна функція, а як суб’єкт, неминуче наділений певними антропоморфними рисами мислення та мови. В. Шмід визначив основні риси наратора: всезнання та всюдисущість, здатність проникнути у найбільш потаємні закутки свідомості персонажів, наявність певної точки зору на події та ситуації. Видатний вчений ділив нарацію на:
- первинну недієгетичну (екстрагетеродієгетичну),
- первинну дієгетичну (екстрагомодієгетичну),

- вторинну недієгетичну (інтрагетеродієгетичну),
- вторинну дієгетичну (інтрагомодієгетичну),
- третинну недієгетичну (метагетеродієгетичну) і
- третинну дієгетичну (метагомодієгетичну).

Типологія наратора, запропонована В. Шмідом, загалом тотожна типології Ж. Женетта: „дієгетичним будемо називати такого наратора, який оповідає про самого себе як про фігуру в дієгезисі. Дієгетичний наратор фігурує у двох планах – і в оповіді (як її суб’єкт), і оповідній історії (як об’єкт). Недієгетичний же наратор оповідає не про самого себе як про фігуру дієгезису, а лише про інші фігури”.  Тобто ключовим для встановлення типів наратора можемо вважати як двояке його поводження у реальній для фікційного світу події, так і двоякий спосіб здійснення розповіді про цю подію.

## Дивись також
- Оповідання
- Наратив